# Palazzo Stefanopoli-Porciatti
Il palazzo Stefanopoli-Porciatti è un edificio situato nel centro storico di Grosseto, in Toscana.
Il palazzo si trova lungo il lato orientale di strada Ginori e nel XVIII secolo divenne la residenza degli Stefanopoli, famiglia di origine greca che in seguito si imparentò con i Porciatti. L'edificio venne completamente ristrutturato nel 1908 per opera di Lorenzo Porciatti.

## Storia
Nel corso del XVIII secolo i nuovi granduchi Asburgo-Lorena, succeduti ai Medici, portarono avanti varie iniziative per risollevare Grosseto dal deficit demografico, favorendo l'arrivo di famiglie da fuori città con una politica di concessione in affitto a livello di vasti appezzamenti di terra. Gli Stefanopoli (Stephanopoulos), famiglia di origine greca, vi si trasferirono dalla Corsica e si stabilirono in un fabbricato lungo la via del Lazzeretto, o dell'Ospedale, poco distante dall'edificio dell'ospedale della Misericordia. Il palazzo venne probabilmente costruito andando a modificare una struttura precedente di origine cinquecentesca; la facciata originaria era caratterizzata da un portico che si apriva sulla strada.
Nel 1854 il palazzo divenne proprietà di Lorenzo Porciatti, figlio di Rosa Stefanopoli, e in seguito del di lui figlio Porzio (1827–1894), avvocato e ricco possidente. La famiglia Stefanopoli si estinse invece il 18 dicembre 1890, con la morte a Livorno dell'ultimo discendente Giuseppe (1820–1890). Nel 1908 l'edificio venne completamente ristrutturato in stile neorinascimentale dal figlio di Porzio, l'architetto Lorenzo Porciatti, il quale lo vendette poi nel 1911 alla Provincia di Grosseto.
Il palazzo tornò a privati nei primi anni del XXI secolo e tra il 2004 e il 2006 fu oggetto di un complessivo restauro a opera dell'architetto Giuseppe Chigiotti.

## Descrizione
L'edificio a tre piani si affaccia su via Ginori e presenta una facciata signorile di stampo neorinascimentale, sulla quale si aprono tre portoni d'ingresso di cui solo il centrale è arcuato. Il rivestimento della facciata al piano terra è in bugnato rustico di travertino, mentre quello in corrispondenza dei due piani superiori è in finta pietra, realizzata attraverso la tecnica di lavorazione del cemento detta "pidocchino", tipicamente fiorentina; vi si aprono inoltre due ordini di cinque finestre ciascuno. Sulla sommità del palazzo, mensole a volute alternate a cassettoni con motivi vegetali sorretti da un motivo a ovoli caratterizzano la decorazione dello sporto.
All'interno sono conservati alcuni elementi decorativi dipinti e a stampo, una scala a chiocciola in metallo, la volta a botte che sovrasta il camminamento e la scalinata in pietra con basamento in ghisa, realizzato nelle fonderie di Follonica. Sotto alla scalinata, durante i lavori di restauro del 2005, sono state rinvenute cinque cisterne per il raccoglimento delle precipitazioni, che dovevano servire come scorta d'acqua agli inquilini del palazzo.

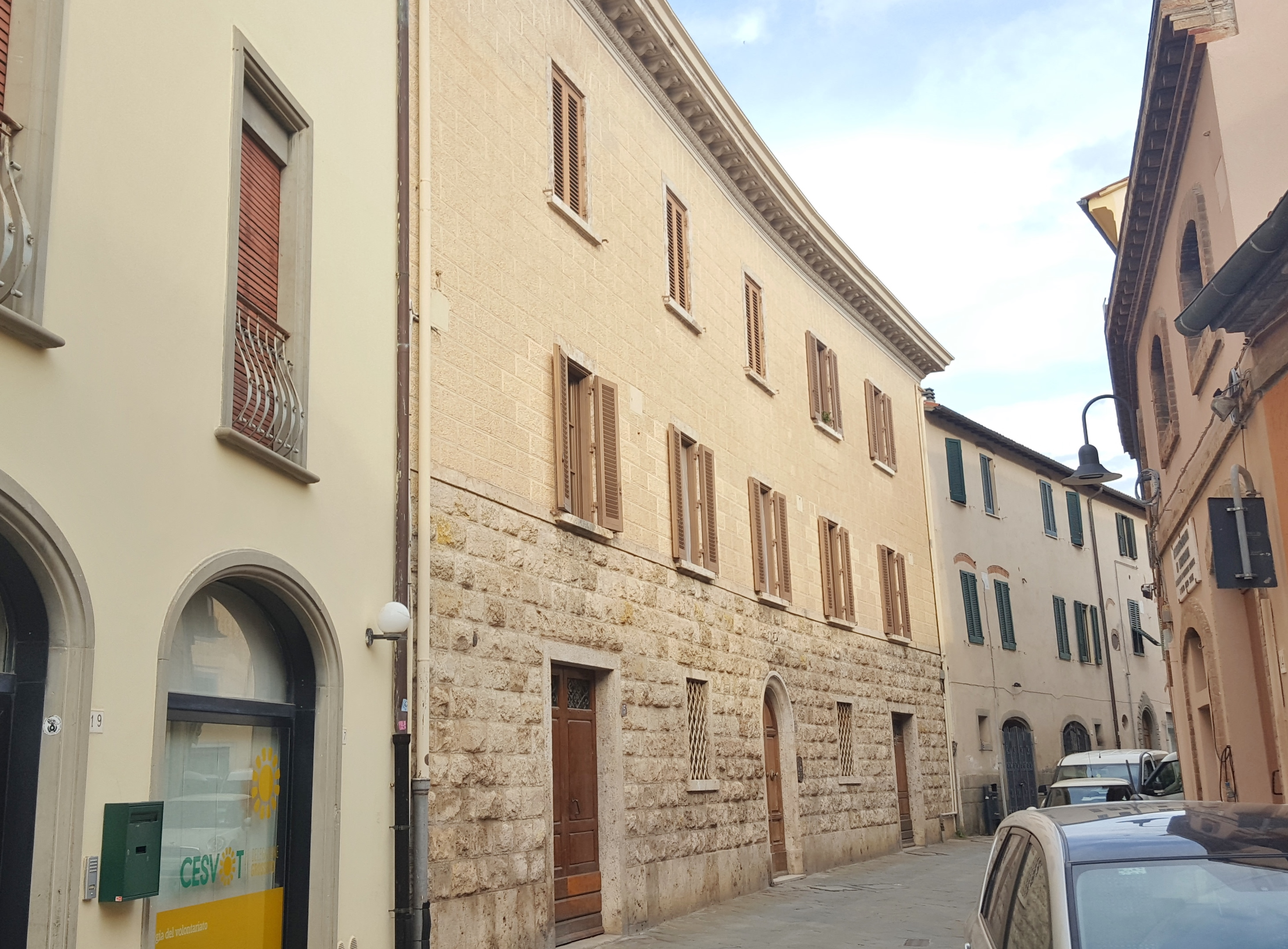
Il palazzo lungo via Ginori
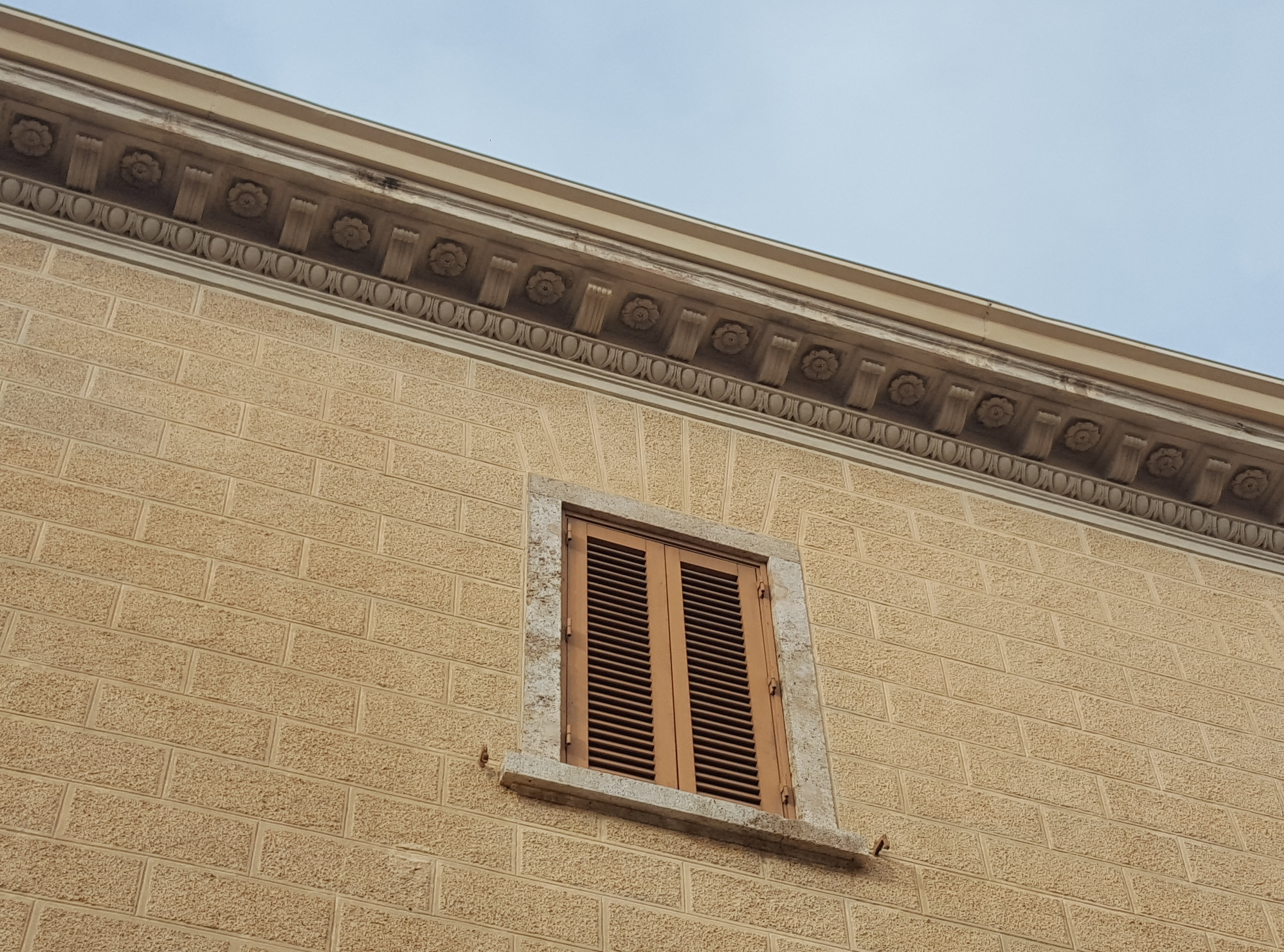
Particolare della facciata
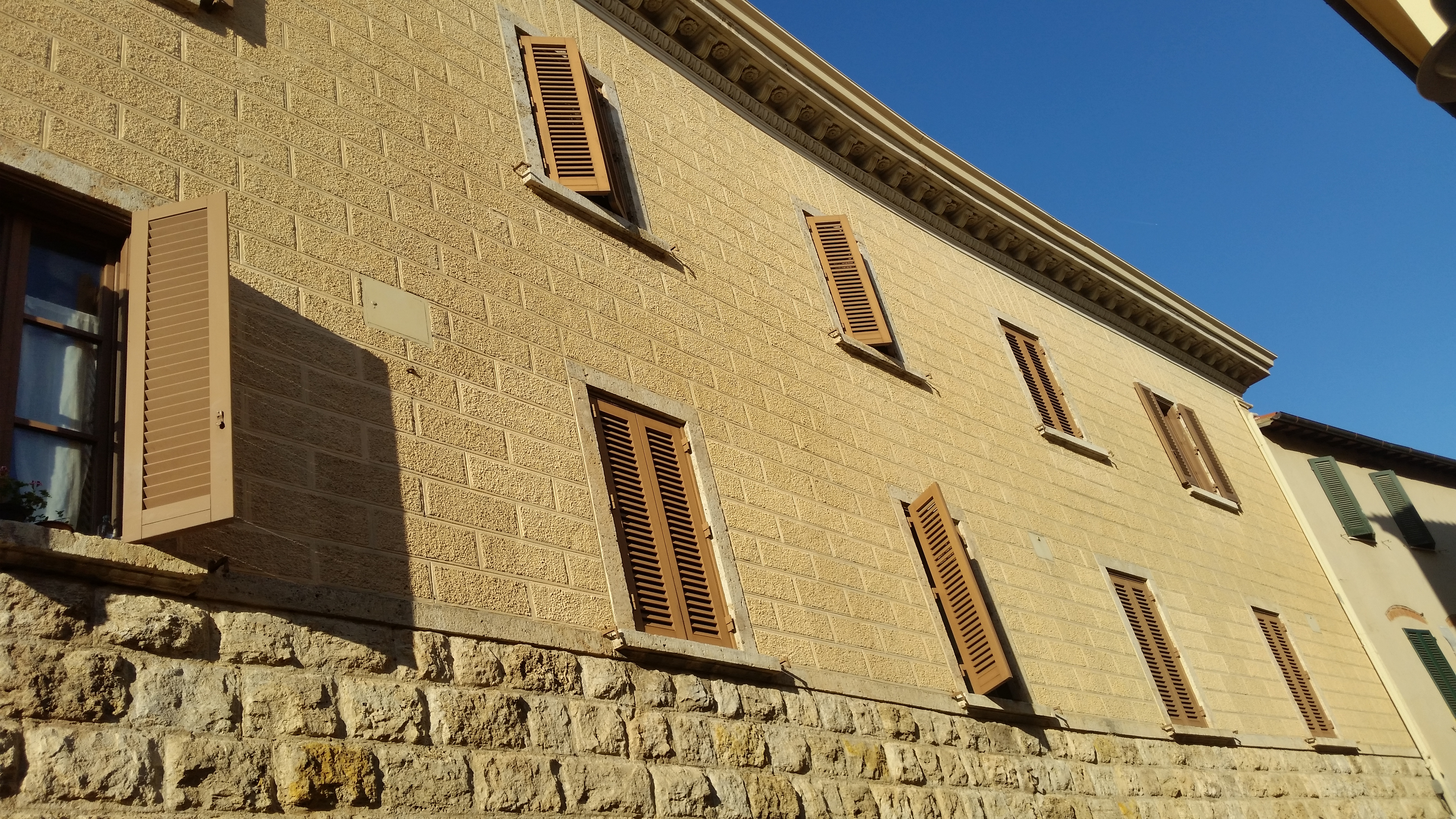
Particolare della facciata